# Đường lây truyền phân – miệng

"Sơ đồ (phân, ngón tay, ruồi, đồng ruộng, nguồn nước, thức ăn), cho thấy con đường lây truyền bệnh qua đường phân - miệng. Các đường thẳng đứng màu xanh biểu thị các hàng rào ngăn căn con đường này: nhà vệ sinh, nguồn nước an toàn, vệ sinh và rửa tay.

Đường lây truyền phân - miệng (fecal–oral route) mô tả một con đường lây truyền bệnh cụ thể trong đó mầm bệnh từ phân của người này truyền đến miệng của người khác. Các nguyên nhân chính của lây truyền bệnh qua đường phân - miệng bao gồm thiếu điều kiện vệ sinh (dẫn đến đại tiện mở) và thực hành vệ sinh kém. Nếu đất hoặc nước bị ô nhiễm bởi các vật liệu phân, con người có thể bị nhiễm các bệnh truyền qua đường nước hoặc các bệnh truyền qua đường đất. Ô nhiễm phân thực phẩm là một hình thức lây truyền qua đường phân - miệng. Rửa tay đúng cách sau khi thay tã cho em bé hoặc sau khi thực hiện vệ sinh hậu môn có thể ngăn ngừa bệnh lây truyền từ thực phẩm.
Các nhân tố phổ biến có mặt trong chuỗi lây truyền đường phân - miệng có thể được tóm tắt gồm các bước: từ ngón tay, ruồi, cánh đồng, nguồn nước và đến thức ăn. Liếm hậu môn, thực hành tình dục bằng cách liếm hoặc đưa lưỡi vào hậu môn đối tác, là một con đường khác. Một số bệnh gây ra do lây truyền qua đường phân - miệng gồm tiêu chảy, thương hàn, dịch tả, bại liệt và viêm gan.

## Ví dụ

### Lây truyền
Quá trình lây truyền có thể đơn giản hoặc gồm nhiều bước. Một số ví dụ về con đường lây truyền từ phân đến miệng bao gồm:
- nước đã tiếp xúc phân (ví dụ do ô nhiễm nguồn nước ngầm từ hố xí) và sau đó không được xử lý đúng cách trước khi uống;
- bắt tay người khác đã bị nhiễm phân, thay tã cho trẻ em, làm vườn, chăn nuôi hoặc nuôi thú cưng trong nhà.
- thức ăn có hiện diện của phân;
- vectơ truyền bệnh, như ruồi nhà, lây nhiễm từ việc xử lý phân không hoàn toàn như đại tiện mở;
- rửa tay không sạch hoặc không rửa tay sau khi đi vệ sinh hoặc xử lý phân (chẳng hạn như thay tã)
- Không làm sạch hoặc làm không sạch bất cứ thứ gì đã tiếp xúc với phân;
- thực hành tình dục có liên quan đến đường phân - miệng như liếm hậu môn, từ mông đến miệng.
- ăn phân ở đối tượng trẻ em, hoặc trong một rối loạn tâm thần gọi là động vật ăn phân.
- ăn đất (động vật ăn đất)

### Ngăn ngừa

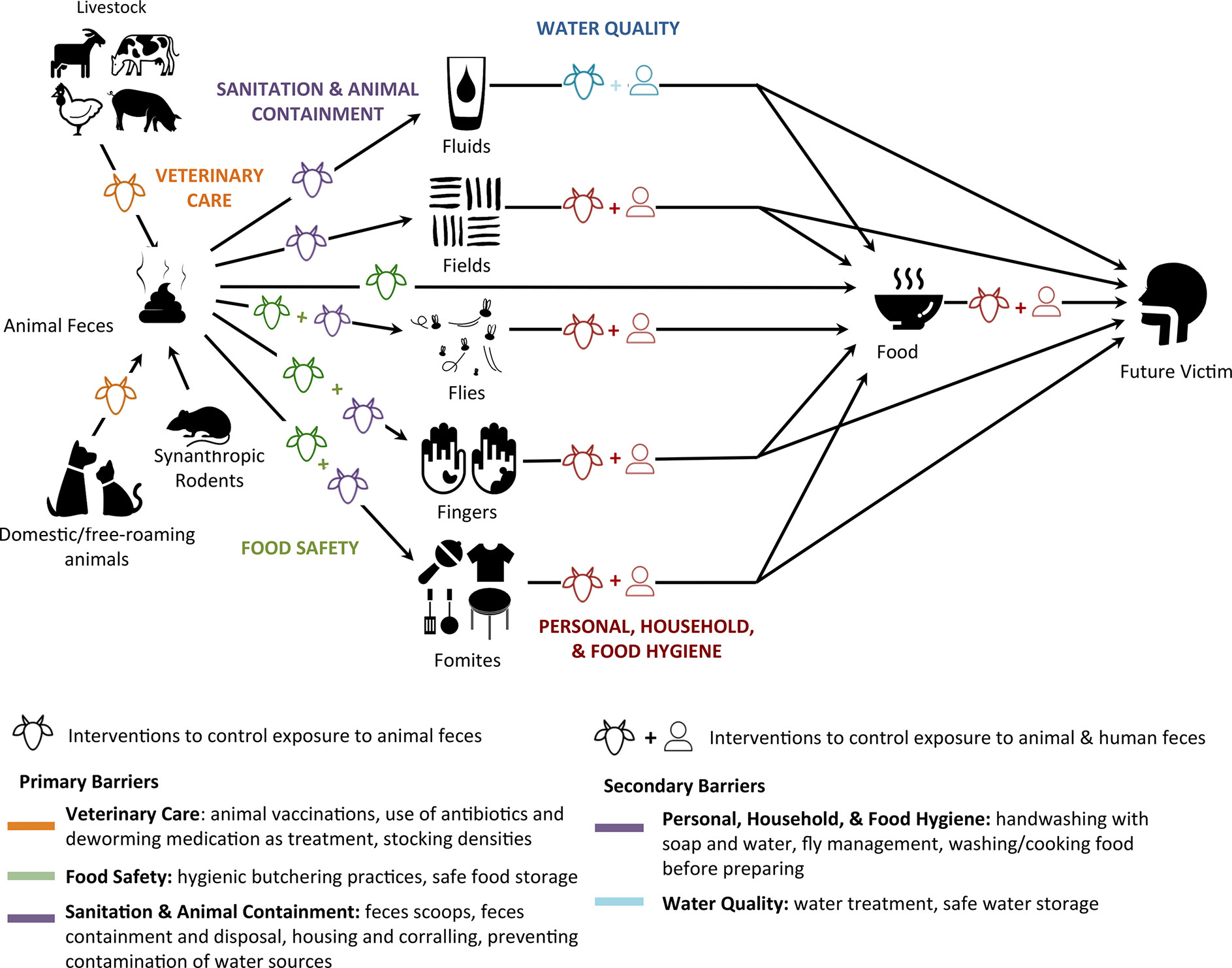
Biểu đồ được cải tiến bao gồm các can thiệp có thể ngăn chặn sự tiếp xúc của con người với phân động vật.

Tiếp cận thay đổi hành vi người dân về phòng bệnh lây truyền qua đường phân - miệng và ngăn chặn việc đại tiện mở là phương pháp vệ sinh toàn diện do cộng đồng trực tiếp thực hiện.